# Carica satchel

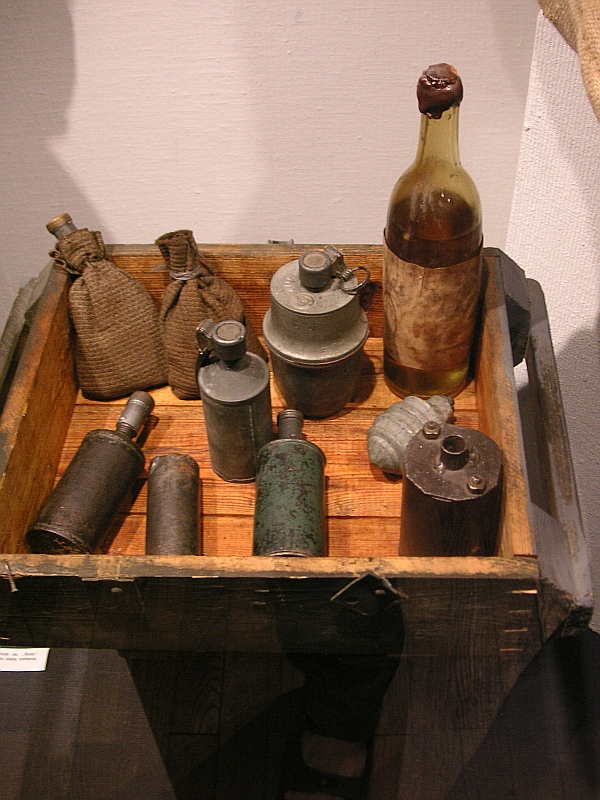
Due cariche satchel improvvisate nell'angolo in alto a sinistra, fotografate insieme a granate Sidolówka e una bomba Molotov utilizzate nella Rivolta di Varsavia.

La carica satchel (dall'inglese satchel, cartella scolastica, borsetta) è un dispositivo esplosivo di fortuna capace di eliminare un bunker dall'interno. 

## Storia
Fu utilizzata frequentemente nel corso della seconda guerra mondiale. La carica era solitamente dinamite o C4; di quest'ultimo l'esercito americano forniva cariche satchel da 4 kg (media) o 9,1 kg (pesante).
Fu inventata dal capitano finlandese Kaarlo Tuurna nel 1936.